# El holandés errante (ópera)
El holandés errante o El buque fantasma (título original en alemán, Der fliegende Holländer) es una ópera romántica en tres actos con música y libreto en alemán de Richard Wagner, inspirado por las Memorias del señor de Schnabelewopski, de Heinrich Heine. Se estrenó en Dresde, en el Königlich Sächsisches Hoftheater, el 2 de enero de 1843. Forma parte del Canon de Bayreuth.
Wagner dijo en su autobiografía del año 1870 Mein Leben que él se había inspirado para escribir "El holandés errante" después de un tormentoso paso por el mar desde Riga hasta Londres en julio y agosto de 1839, pero en su Esbozo autobiográfico de 1843 Wagner reconoció que había tomado la historia del relato que Heinrich Heine hizo de la leyenda en su novela satírica de 1834 Las memorias del señor de Schnabelewopski  (Aus den Memoiren des Herrn von Schnabelewopski).
El tema central es la redención a través del amor.
Wagner dirigió el estreno en el Königlich Sächsisches Hoftheater en Dresde, 1843. Esta obra muestra los primeros intentos en estilos operísticos que caracterizaría sus posteriores dramas musicales. En El holandés errante, al igual que en el resto de sus óperas, Wagner usa una serie de leitmotiv (literalmente, "motivo guía") asociados con los personajes y los temas. Los leitmotiv se muestran todos en la obertura, que empieza con un tema muy conocido de océano o tormenta, antes de pasar a los motivos del holandés y de Senta.
Wagner originalmente escribió El holandés errante para ser representado sin interrupción — un ejemplo de sus esfuerzos por romper con la tradición — y, mientras los teatros de ópera de la actualidad a veces aún siguen esta directiva, también se interpreta en la versión de tres actos.
En España se estrenó el 12 de diciembre de 1885, en el Gran Teatro del Liceo de Barcelona, siendo el estreno en el Teatro Real de Madrid el 27 de octubre de 1896. El estreno sudamericano tuvo lugar en La Plata el 19 de noviembre de 1886 y en Buenos Aires en el Teatro Politeama el 9 de agosto de 1887. En México se estrenó en el Teatro Nacional por la Compañía Inglesa de Ópera de Emma Juch.

## Historia
A comienzos del año 1839 Richard Wagner fue contratado como director de orquesta en el Teatro de la Corte en Riga. Su extravagante estilo de vida y el retiro del escenario de su esposa la actriz, Minna, significaba que él contrajo grandes deudas. Wagner estaba escribiendo Rienzi e ideó un plan para huir de sus acreedores en Riga, escapar a París a través de Londres y hacer su fortuna escenificando Rienzi en la Ópera de París. Sin embargo este plan rápidamente pasó a ser un desastre: su pasaporte había sido retirado por las autoridades a causa de sus acreedores, él y Minna tuvieron que hacer un peligroso e ilegal cruce de la prusiana, durante el cual Minna sufrió un aborto. Embarcándose en el Thetis, cuyo capitán aceptó llevarlos sin pasaportes, su viaje por mar se vio repleto de tormentas. Una gran tormenta arrojó el barco hacia las costas noruegas en Tvedestrand, y un viaje que se esperaba fuera de 8 días al final hizo que Wagner llegase a Londres 3 semanas después de dejar Riga. Este hecho hizo recordar a Wagner la leyenda, ya tradicional entre los marineros del norte de Europa desde el siglo XV, del navegante condenado a surcar los mares en busca de la salvación. Este fue el germen de la ópera, cuyo libreto escribió el propio Wagner en 1841. (Véase El holandés errante (leyenda)).
La experiencia de Wagner en París también fue desastrosa. Fue incapaz de conseguir trabajo como director de orquesta y la Ópera no quiso producir su Rienzi. Los Wagner se vieron reducidos a la penuria, confiando en las ayudas de amigos y de pequeños ingresos que Wagner obtenía escribiendo artículos sobre música y copiando partituras. A Wagner se le ocurrió la idea de una ópera en un acto sobre el tema del Holandés errante, que confiaba podría interpretarse antes de un ballet en la Ópera.
"El viaje a través de los acantilados noruegos hizo una maravillosa impresión en mi imaginación; la leyenda del holandés errante, que los marineros verificaron, tomó un colorido distintivo y extraño que sólo mi aventura por mar podían haberle dado."
Wagner escribió el primer esbozo en prosa de la historia en París a principios de mayo de 1840, basando la historia en la sátira de Heinrich Heine "Las memorias del señor de Schnabelewopski" (Aus den Memoiren des Herrn von Schnabelewopski) publicado en Der Salon en 1834. En el cuento de Heine, el narrador muestra una interpretación de una obra dramática ficticia en el tema del capitán marino maldecido de manera que tenía siempre que navegar por blasfemia. Heine presenta al personaje como un judío errante del océano, y también añadió el tema que Wagner tomó vigorosamente en esta y muchas óperas posteriores: el holandés sólo puede redimirse por el amor de una mujer leal. En la versión de Heine, este está presente como un medio para un humor irónico; sin embargo, Wagner tomó este tema literalmente y en su esquema, la mujer es leal hasta la muerte.
A finales de mayo de 1841 Wagner ya tenía terminado el libreto o poema como él prefería llamarlo, en alemán, de la obra bajo el título de Das Geisterschiff (El buque fantasma). La composición de la música había empezado en mayo-julio del año precedente, 1840, cuando Wagner escribió la Balada de Senta, la canción de los marineros noruegos en el Acto III y la posterior Canción del Fantasma de la tripulación del holandés en la misma escena. Estas fueron compuestas para una audición en la Ópera de París, junto con el esquema de la trama. La penuria económica por la que atravesaba, hizo que tuviera que vender, en julio de 1841 y por 500 francos, el argumento y título de la obra a Léon Pillet, director de la Ópera de París, que encargó la realización del libreto, en francés, a Paul Foucher y la música a Louis-Philippe Dietsch, pues no fue capaz de convencerle de que la música valía algo. La ópera Le Vaisseau Fantôme (El buque fantasma) que fue estrenada en París en noviembre de 1842, cayendo la obra en el más negro de los olvidos.
El resto de la ópera se compuso durante el verano de 1841, con la obertura escrita al final, y para el mes de noviembre de 1841 la orquestación de la partitura estuvo completa. Aliviado de la necesidad de dar a la Ópera forma de drama en un acto, amplió la ópera a la más convencional forma de tres actos.
El esquema original de Wagner ambientaba la acción en Escocia, y muchos de los personajes tenían nombres escoceses. Cambió la ubicación y los nombres a la final versión noruega mientras la ópera estaba siendo ensayada para su estreno, que tuvo lugar en Dresde en enero de 1843 con el propio Wagner dirigiendo.

Escribiendo en "Eine Mitteilung an meine Freunde" ("Una comunicación a mis amigos") en 1851, Wagner pretendió que El holandés errante representó un nuevo comienzo para él: 
"Aquí empieza mi carrera como poeta, y mi adiós al papel de mero cocinero de textos de ópera."
El holandés errante es la primera de las óperas de Wagner que se representó en el Festival de Bayreuth, y, al menos para ese teatro, marca el comienzo del canon maduro de Wagner.
El holandés errante sigue siendo una de las óperas más populares; en las estadísticas de Operabase aparece la n.º 25 de las cien óperas más representadas en el período 2005-2010, siendo la 2.ª en alemán y la primera de Richard Wagner.

## Personajes
| Personaje                                                        | Tesitura      | Elenco del estreno, 2 de enero de 1843 (Director: Richard Wagner) |
| ---------------------------------------------------------------- | ------------- | ----------------------------------------------------------------- |
| El Holandés                                                      | bajo-barítono | Johann Michael Wächter                                            |
| Senta, hija de Daland                                            | soprano       | Wilhelmine Schröder-Devrient                                      |
| Daland, un marinero noruego                                      | bajo          | Friedrich Traugott Reinhold                                       |
| Erik, un cazador                                                 | tenor         | Carl Risse                                                        |
| Mary, el aya de Senta                                            | contralto     | Thérèse Wächter                                                   |
| Timonel de Daland                                                | tenor         | Wenzel Bielezizky                                                 |
| Marineros noruegos, la tripulación del holandés, mujeres jóvenes |               |                                                                   |

## Instrumentación
La partitura está escrita para las voces solistas, un coro mixto (SATB) y una orquesta formada por:
- Viento madera: 1 flautín, 2 flautas, 2 oboes (el segundo doblando al corno inglés), 2 clarinetes en si bemol y do, 2 fagotes.
- Viento metal: 4 trompas, 2 trompetas, 3 trombones, 1 tuba.
- Percusión: timbales.
- Cuerda: arpa y una sección de cuerdas con violines I y II, violas, violonchelos y contrabajos.
- En escena: 3 flautines, 6 trompas, tam-tam, eolífono o máquina de viento.

## Argumento
Lugar: En la costa de Noruega
Tiempo: Indeterminado
La ópera presenta a dos personajes «poderosos», tanto a nivel psicológico como interpretativo: el holandés, un papel para un barítono, tesitura nada frecuente en la época del estreno, y Senta, claro símbolo del tema de la redención, que siempre obsesionó a Wagner, y personaje sobre el que compositor advirtió: «¡No dejéis que el lado soñador de su naturaleza sea entendido en el sentido del moderno y enfermizo sentimentalismo!».

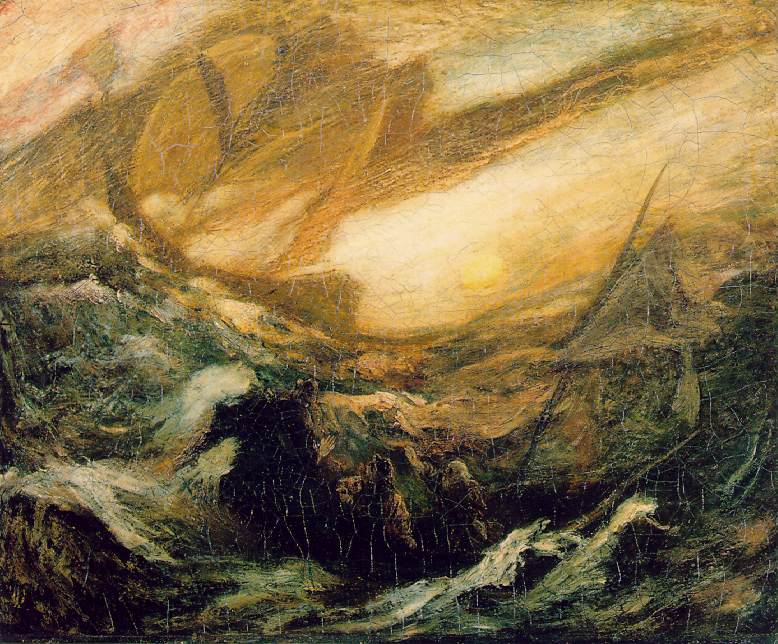
El holandés errante, de Albert Pinkham Ryder (c. 1896).

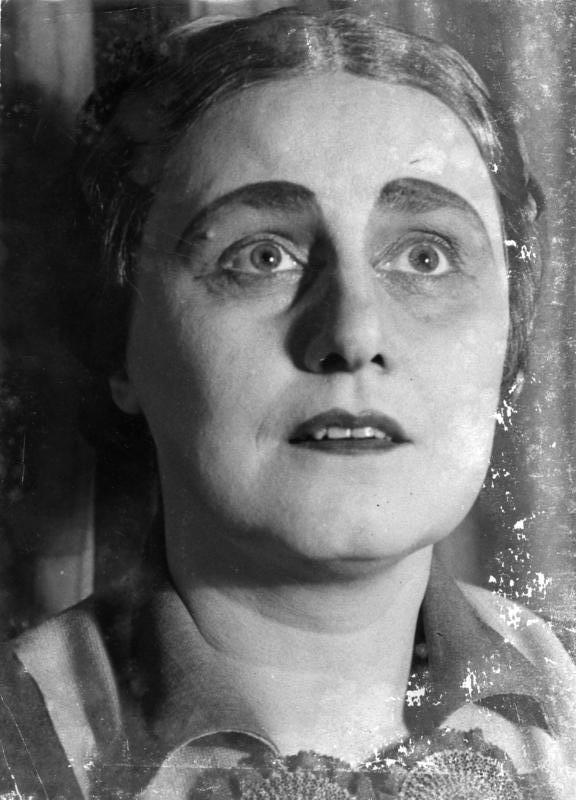
Martha Fuchs como Senta (Berlín, 1936).

### Acto I
Narra el encuentro de unos marineros con un misterioso buque, con las velas de color de sangre. En su viaje de regreso a casa, el capitán Daland es llevado por un tiempo tormentoso a buscar un puerto en el que refugiarse. Introducción: Hojoje! Deja al timonel de guardia y él y los marineros se retiran. (Canción del timonel: Mit Gewitter und Storm - "Con tempestad y tormenta en mares lejanos.") El timonel se duerme. Un buque fantasmal aparece a popa y el mar lo empuja contra el navío de Daland y los garfios de abordaje enganchan a los dos barcos juntos. Manos invisibles mueven las velas. Un hombre pálido, con cara enmarcada en una barba negra, salta a la orilla. Lamenta su destino. (Aria: Die Frist ist um; Ha, stolzer Ozean; Wie oft in Meeres - "Ha llegado la hora; Ah, orgulloso Océano; Cuán a menudo en el mar"). El holandés errante está perseguido por una maldición, debido a que en una ocasión invocó a Satanás, y condenado a navegar sin reposo, al que cada siete años se le concede la posibilidad de bajar a tierra en busca de un amor puro que lo salve, con la muerte.
Daland se despierta y conoce al extranjero, quien le dice que no tiene patria (Solo: Mein Schiff ist fest - "Mi barco es sólido"). Este oye que Daland tiene una hija sin casar, llamada Senta, y pide su mano en matrimonio, ofreciendo un cofre del tesoro como regalo. Tentado por el oro, Daland se muestra conforme con el matrimonio.  Sopla un viento sur y ambos buques tienden las velas y navegan hacia el hogar de Daland.

### Acto II
Un grupo de chicas locales están cantando e hilando en la casa de Daland. (Coro de hilanderas: Summ und brumm, du gutes Rädchen - "Zumba y suena, buena rueda"). Senta, la hija de Daland, soñadoramente mira a una impresionante imagen del legendario holandés que cuelga del muro; desea salvarlo. Contra la voluntad de su aya, ella canta a sus amigas la historia del holandés (Balada con el  Leitmotiv: Johohoe! Doch Kann dem bleichen Mann - "Pero el pálido hombre"), cómo Satán le oyó jurar y le tomó la palabra.  Ella jura salvarlo a través de su fidelidad.
El cazador Erik, anterior novio de Senta, llega y la oye. Acto seguido, las chicas se marchan y el cazador, que ama a la doncella, le advierte hablándole de su sueño premonitorio, en el que Daland regresa con un misterioso extranjero que se la llevará consigo al mar. Ella le escucha complacida, y Erik se marcha desesperado.
Daland, el capitán de la nave noruega, se lleva a casa al holandés; él y Senta se quedan mirando en silencio. Senta apenas nota a su padre, incluso cuando él presenta al invitado como su prometido. En el posterior dúo, que cierra el acto, Senta jura ser leal hasta la muerte. Dúo: Wie aus der ferne; Er steht vor mir - "Desde lejos; Ante mi se halla")

### Acto III
Posteriormente, esa misma tarde, las muchachas locales llevan comida y bebida a los hombres de Daland. Invitan a la tripulación del extraño barco que se unan a su alegría, pero es en vano. Las chicas se retiran maravilladas; formas fantasmales aparecen trabajando sobre la cubierta del buque El Holandés errante, y los hombres de Daland se retiran atemorizados.
Senta llega, seguida por Erik, quien le reprocha haberle abandonado, pues ella anteriormente lo amó y juró constancia. Cuando el extranjero, que había estado escuchando, oye estas palabras, queda sobrecogido por la desesperación, pues cree que ahora estará perdido para siempre. Llama a sus hombres, le cuenta a Senta la maldición, y para consternación de Daland y su tripulación declara que él es el "Holandés errante".
Al hacerse el holandés a la mar, Senta se lanza al mar, diciendo que le será leal hasta la muerte. Esta es su salvación. El barco espectral desaparece, y se ve a Senta y el holandés ascendiendo al cielo. T.: Ha! Zweifelst du an meiner Treue! - "¡Ah! Dudas de mi lealtad!"; dúo: Erfahre das Geschick - "Escucha al Destino".

## Temas
En la ópera están presentes muchos de los temas que configuran la poética wagneriana e irán apareciendo a lo largo de sus obras: la maldición, la redención y el deseo de muerte como única certeza interior de salvación.

## Música
La música fue compuesta con gran rapidez: en sólo seis meses, durante la primavera de 1842, y como reacción colérica después de haberse visto obligado a vender el esbozo de Le Vaisseau Fantōme.
En esta obra aparece por primera vez el leitmotiv, el tema conductor que individualiza un personaje, define una idea o sentimiento y caracteriza la obra del compositor. La música, vital e impetuosa, hace una clara distinción de los tres espacios de la acción: el espectral del holandés, el realista de la gente de la población de Sandwike, donde transcurre la acción, y el espiritual en el que se encuentran el hombre atormentado y la mujer acogedora.

## Discografía selecta
| Año     | Elenco (Der Holländer, Senta, Daland, Erik, Der Steuermann, Mary)                                           | Director, Ópera y orquesta                                             |
| ------- | --- | ---------------------------------------------------------------------- |
| 1936    | Hans Hermann Nissen, Margarete Teschemacher, Ludwig Weber, Torsten Ralf, Karl Ostertag, Magda Strack        | Carl Leonhardt, Sächsische Staatsoper Dresden                          |
| 1936    | Fred Destal, Marjorie Lawrence, Alexander Kipnis, René Maison, Hans Fleischer, Irra Petina                  | Fritz Busch, Teatro Colón                                              |
| 1937    | Herbert Janssen, Kirsten Flagstad, Ludwig Weber, Max Lorenz, Ben Williams, Mary Jarred                      | Fritz Reiner, Covent Garden                                            |
| 1942    | Joel Berglund, Maria Müller, Ludwig Hofmann, Franz Völker, Erik Zimmermann, Lilo Asmus                      | Richard Kraus, Bayreuth                                                |
| 1944    | Hans Hotter, Viorica Ursuleac, Georg Hann, Karl Ostertag, Franz Klarwein, Luise Willer                      | Clemens Krauss, Ópera de Múnich                                        |
| 1950    | Hans Hotter, Astrid Varnay, Sven Nilsson, Set Svanholm, Thomas Hayward, Hertha Glaz                         | Fritz Reiner, Metropolitan Opera                                       |
| 1951    | Hans Hotter, Helene Werth, Kurt Böhme, Bernd Aldenhoff, Helmut Krebs, Res Fischer                           | Wilhelm Schüchter, Norddeutscher Rundfunk                              |
| 1952    | Josef Metternich, Annelies Kupper, Josef Greindl, Wolfgang Windgassen, Ernst Haefliger, Sieglinde Wagner    | Ferenc Fricsay, Deutsches Symphonie-Orchester Berlin                   |
| 1955    | Hermann Uhde, Astrid Varnay, Ludwig Weber, Rudolf Lustig, Josef Traxel, Elisabeth Schärtel                  | Joseph Keilberth, Festival de Bayreuth                                 |
| 1955    | Hermann Uhde, Astrid Varnay, Ludwig Weber, Wolfgang Windgassen, Josef Traxel, Elisabeth Schärtel            | Hans Knappertsbusch, Festival de Bayreuth                              |
| 1956    | George London, Astrid Varnay, Arnold van Mill, Josef Traxel, Jean Cox, Elisabeth Schärtel                   | Joseph Keilberth, Festival de Bayreuth                                 |
| 1959    | George London, Leonie Rysanek, Josef Greindl, Fritz Uhl, Georg Paskuda, Res Fischer                         | Wolfgang Sawallisch, Festival de Bayreuth                              |
| 1960    | Dietrich Fischer-Dieskau, Marianne Schech, Gottlob Frick, Rudolf Schock, Fritz Wunderlich, Sieglinde Wagner | Franz Konwitschny, Berliner Staatskapelle Berlin State Choir           |
| 1961    | Franz Crass, Anja Silja, Josef Greindl, Fritz Uhl, Georg Paskuda, Res Fischer                               | Wolfgang Sawallisch, Festival de Bayreuth                              |
| 1961    | George London, Leonie Rysanek, Giorgio Tozzi, Karl Liebl, Richard Lewis (tenor), Rosalind Elias             | Antal Doráti, Covent Garden                                            |
| 1963    | George London, Leonie Rysanek, Giorgio Tozzi, Sandor Konya, George Shirley, Lily Chookasian                 | Karl Böhm, Metropolitan Opera                                          |
| 1966    | Franz Crass, Leonie Rysanek, Karl Ridderbusch, Claude Heater,?, Anne Marie Bessel                           | Wolfgang Sawallisch, Teatro alla Scala                                 |
| 1968    | Theo Adam, Anja Silja, Martti Talvela, Ernst Kozub, Gerhard Unger, Annelies Burmeister                      | Otto Klemperer, BBC Chorus & New Philharmonia Orchestra                |
| 1969    | Franz Crass, Ingrid Bjoner, Karl Ridderbusch, Sven Olof Eliasson, Thomas Lehrberger, Regina Fonseca         | Wolfgang Sawallisch, RAI Orchestra Sinfonica and Coro di Roma          |
| 1971    | Thomas Stewart, Gwyneth Jones, Karl Ridderbusch, Hermin Esser, Harald Ek, Sieglinde Wagner                  | Karl Böhm, Festival de Bayreuth                                        |
| 1975    | Donald McIntyre, Catarina Ligendza, Bengt Rundgren, Hermann Winkler, Harald Ek, Ruth Hesse                  | Wolfgang Sawallisch                                                    |
| 1976    | Norman Bailey, Janis Martin, Martti Talvela, René Kollo, Werner Krenn, Isola Jones                          | Georg Solti, Chicago Symphony Orchestra                                |
| 1981-83 | José van Dam, Dunja Vejzovic, Kurt Moll, Peter Hofmann, Thomas Moser, Kaja Borris                           | Herbert von Karajan, Berlin Philharmonic Orchestra                     |
| 1985    | Simon Estes, Lisbeth Balslev, Matti Salminen, Robert Schunk, Graham Clark, Anny Schlemm                     | Woldemar Nelsson, Festival de Bayreuth, también en DVD                 |
| 1989    | Franz Grundheber, Hildegard Behrens, Matti Salminen, Raimo Sirkiä, Jorma Silvasti, Anita Välkki             | Leif Segerstam Savonlinna Opera Festival                               |
| 1991    | Bernd Weikl, Cheryl Studer, Hans Sotin, Plácido Domingo, Peter Seiffert, Uta Priew                          | Giuseppe Sinopoli, Deutsche Oper Berlin                                |
| 1991    | Robert Hale, Hildegard Behrens, Kurt Rydl, Peter Josef Protschka, Uwe Heilmann, Iris Vermillion             | Christoph von Dohnányi, Vienna State Opera Vienna Philharmonic         |
| 1991    | Robert Hale, Julia Varady, Jaakko Ryhänen, Peter Seiffert, Ulrich Ress, Anny Schlemm                        | Wolfgang Sawallisch Bavarian State Opera                               |
| 1992    | Alfred Muff, Ingrid Haubold, Erich Knodt, Peter Seiffert, Jörg Hering, Marga Schiml                         | Pinchas Steinberg, Vienna ORF Symphony Orchestra Budapest Radio Chorus |
| 1994    | James Morris, Deborah Voigt, Jan-Hendrik Rootering, Ben Heppner, Paul Groves, Birgitta Svendén              | James Levine, Metropolitan Opera                                       |
| 2001    | Falk Struckmann, Jane Eaglen, Robert Holl, Peter Seiffert, Rolando Villazón, Felicity Palmer                | Daniel Barenboim, Berlin State Opera, Staatskapelle Berlin             |
| 2004    | John Tomlinson, Nina Stemme, Eric Halfvarson, Kim Begley, Peter Wedd, Patricia Bardon                       | David Parry, London Philharmonic Orchestra                             |
| 2005    | Juha Uusitalo, Päivi Nisula, Matti Salminen, Jorma Silvasti, Dan Karlström, Tiina Penttinen                 | Pertti Pekkanen Turku Philharmonic Orchestra                           |
| 2013    | Samuel Youn, Ricarda Merbeth, Franz-Josef Selig Tomislav Muzek, Benjamin Bruns, Christa Mayer               | Christian Thielemann Festival de Bayreuth (DVD)                        |